# Veneux-les-Sablons
Veneux-Les Sablons, Veneux Les-Sablons, Veneux - Les Sablons redirige ici.
Veneux-les-Sablons est une ancienne commune française située dans le département de Seine-et-Marne en région Île-de-France.
À la suite de la fusion de communes (notamment avec l'entité nouvelle intégrant Moret-sur-Loing), elle devient au 1er janvier 2017 partie de Moret-Loing-et-Orvanne.
Ses habitants sont appelés les Veneusiens.

## Géographie

### Localisation
Située au sud-ouest de la Seine-et-Marne, la commune est délimitée à l'ouest par la forêt de Fontainebleau, à l'est par la Seine et le Loing, au nord par Thomery et au sud-est par Moret-sur-Loing.

### Communes limitrophes
| Fontainebleau            | Thomery Champagne-sur-Seine | Saint-Mammès    |
| (Forêt de Fontainebleau) | Veneux-les-Sablons          |                 |
|                          |                             | Moret-sur-Loing |

### Hydrographie
Le système hydrographique de la commune se compose de trois cours d'eau référencés et située le long de :
- la rive gauche de la Seine, longue de 774,76 km[1], ainsi que :
  - un bras de 0,4 km[2] ;
- la rive gauche de la rivière le Loing, longue de 142,7 km[3], affluent en rive gauche de la Seine ;

Par ailleurs, son territoire est également traversé par l’aqueduc de la Voulzie.
La longueur linéaire globale des cours d'eau sur la commune est de 3,05 km.

### Climat
Veneux-les-Sablons, comme tout le département, connaît un régime climatique tempéré, de type atlantique.

## Urbanisme

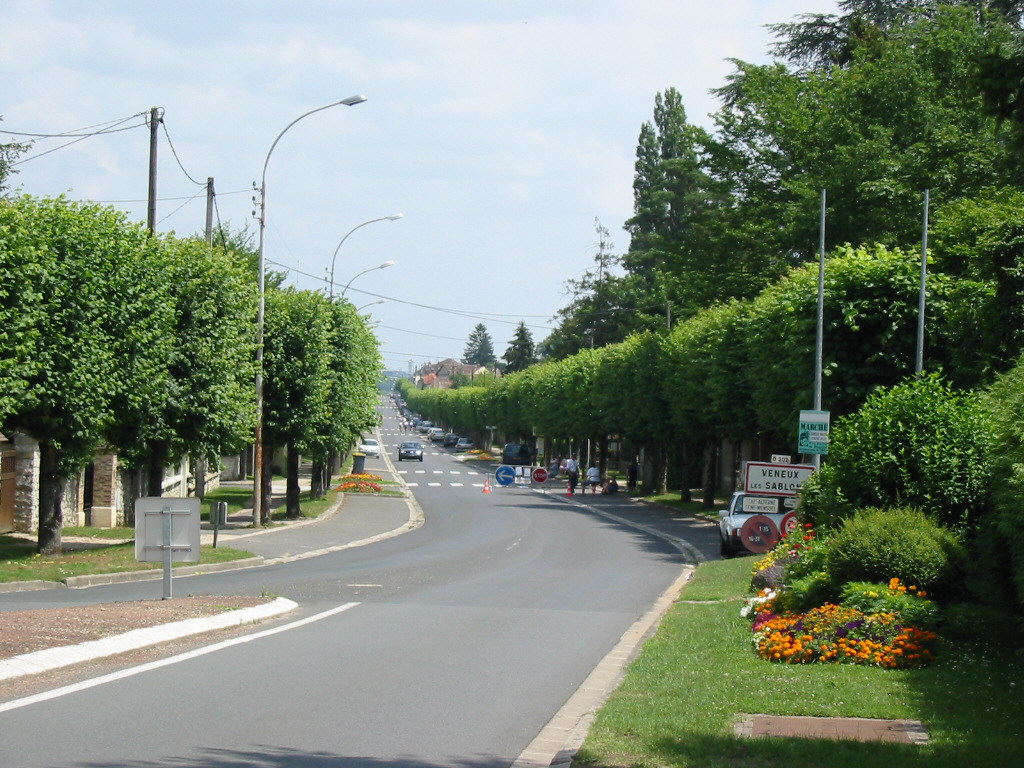
La porte Nadon.

### Lieux-dits et écarts
Veneux-les-Sablons est la réunion des trois anciens hameaux, les Sablons, Nadon et Veneux.

### Occupation des sols
En 2018, le territoire de la commune se répartit en 62,1 % de zones urbanisées, 28,4 % de forêts, 7,3 % de prairies et 2,2 % d’eaux continentales,,.

### Voies de communication et transports

#### Voies routières
La rue principale (avenue de Fontainebleau) est l'ancien passage de la N 6, laquelle contourne maintenant Veneux-les-Sablons et Moret-sur-Loing par une déviation (1955).
La route de Bourgogne, où se situent la mairie, l'église et la poste, est l'ancienne voie romaine reliant Autun à Lutèce, délaissée à la suite du percement par Henri IV de la future N 6 entre Moret-sur-Loing et Fontainebleau.

#### Voies ferroviaires

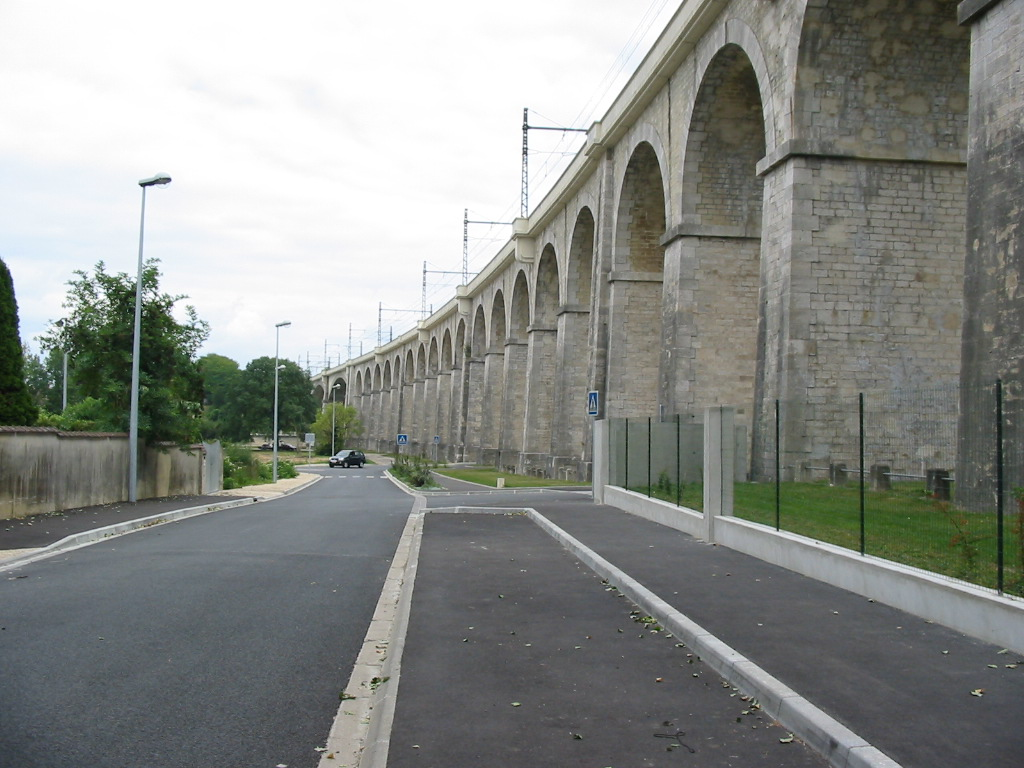
Le viaduc du chemin de fer.

Le chemin de fer est un élément très important de Veneux-les-Sablons, puisque RFF possède environ 5 % du territoire de la commune.
Lors de la construction de la ligne vers Dijon (1851) puis Marseille (1856), la gare était celle de Saint-Mammès (à l'époque nommée Moret-Saint-Mammès). Ce n'est qu'à la création de la ligne du Bourbonnais vers Clermont-Ferrand (1858) que fut construite la gare de Moret-les-Sablons.

#### Pistes cyclables
Depuis 2015, une passerelle sur le Loing relie la ville à Saint-Mammès (sans passer par Moret-sur-Loing).

#### Transports en commun
L'ancienne commune est desservie par le réseau de bus Vallée du Loing - Nemours.

### Logement
Le 1er janvier 2017, Veneux-les-Sablons devient commune déléguée au sein de Moret-Loing-et-Orvanne.

### Projets d'aménagements
En 2012, un projet de gare routière avec trois arrêts est en cours de finalisation.

## Toponymie
La première mention écrite de Veneux date de 1220, sous Philippe-Auguste : « Hugo de Herespiriaco est homo domini de hoc tenet apud Venoors ». Le mot roman venoors serait le même qui donnera veneur, et Veneux serait donc à l'origine un village de chasseurs.
Le hameau des Sablons doit son nom à la présence de dunes, qui ont disparu du fait de l'exploitation du sable.
La commune s'est appelée à sa création, en 1793, Veneux-Nardon puis, en 1801, Veneux-Naclou, mais on disait encore récemment Les Sablons plutôt que Veneux-Les Sablons, comme en témoigne l'ancien nom de la gare (Moret – Les Sablons). La tendance actuelle est plutôt de l'appeler Veneux.
Selon le code officiel géographique, le nom de la commune s'écrit « Veneux-les-Sablons », mais la commune déléguée étant composée de la réunion des deux hameaux de Veneux et des Sablons, le nom est souvent typographié « Veneux – Les Sablons », en particulier dans tous les documents de la mairie, ou de ses anciens maires.
C'est par un décret du 4 février 1922 que la commune, dénommée « Veneux-Nadon » est renommée « Veneux-les-Sablons ».

## Histoire
Avant la Révolution française, les hameaux composant Veneux-les-Sablons étaient généralement rattachés à Moret. La paroisse a été créée par une lettre patente de Louis XVI le 16 décembre 1789, sous le nom de Veneux-Nadon.
Le maire a envisagé en 2015, sans succès, la fusion de Veneux-les-Sablons avec la commune de Thomery. Une nouvelle fusion est envisagée en 2016 avec Moret Loing et Orvanne, commune nouvelle formée par la fusion d'Écuelles et Moret-sur-Loing (regroupées en 2015 sous le nom d'Orvanne) et d'Épisy, Montarlot, qui aboutit, après des polémiques liées à une fusion jugée précipitée, à la création, le 1er janvier 2017, de  Moret-Loing-et-Orvanne, à laquelle Veneux-les-Sablons, devenue commune déléguée, est désormais intégrée.

## Politique et administration

### Administration municipale
Le nombre d'habitants de la commune étant compris entre 3 500 et 5 000, le nombre de membres du conseil municipal est de 27.
Depuis 1989, la commune  a mis en place un conseil municipal des jeunes.

### Liste des maires
| Période   | Période          | Identité                 | Étiquette | Qualité |
| --------- | ---------------- | ------------------------ | --------- | --- |
| 1790      | 1791             | Jean-Baptiste Fournereau | …         | … |
| 1795      | 1795             | Simon Barbier            | …         | … |
| 1795      | 1796             | Ambroise Rigault         | …         | … |
| 1796      | 1797             | Louis Lhonoré            | …         | … |
| 1797      | 1797             | Ambroise Rigault         | …         | … |
| 1797      | 1797             | Pierre Varlet            | …         | … |
| 1797      | 1798             | Louis Lhonoré            | …         | … |
| 1798      | 1799             | Jean-Baptiste Fournereau | …         | … |
| 1799      | 1800             | Pierre Varlet            | …         | … |
| 1800      | 1800             | Pierre Varlet            | …         | … |
| 1800      | 1808             | Pierre Varlet            | …         | … |
| 1808      | 1815             | Louis Lhonoré            | …         | … |
| 1815      | 1821             | François Joseph Meyer    | …         | … |
| 1821      | 1830             | Nicolas Guérin           | …         | … |
| 1830      | 1837             | Théophile Lhonoré        | …         | … |
| 1837      | 1840             | Antoine Vallaux          | …         | … |
| 1840      | 1845             | Louis Benoit             | …         | … |
| 1845      | 1845             | Jean-Louis Rigault       | …         | … |
| 1845      | 1848             | Étienne Moussard         | …         | … |
| 1848      | 1848             | Joseph Prieur            | …         | … |
| 1848      | 1850             | Joachim Dubouloy         | …         | … |
| 1850      | 1852             | Toussaint Moncourt       | …         | … |
| 1852      | 1852             | Étienne Moussard         | …         | … |
| 1852      | 1866             | Théodore Guérin          | …         | … |
| 1866      | 1875             | Joachim Dubouloy         | …         | … |
| 1875      | 1876             | Louis Lafosse            | …         | … |
| 1876      | 1885             | Auguste Renoult          | …         | … |
| 1885      | 1888             | Bénomi Moncourt          | …         | … |
| 1888      | 1896             | Eugène Labaume           | …         | … |
| 1896      | 1904             | Jules Prieur             | …         | … |
| 1904      | 1904             | Édouard Périchon         | …         | … |
| 1904      | 1919             | Édouard Félix Dubouloy   | …         | … |
| 1919      | 1921             | Jules Alphonse Roussel   | …         | … |
| 1921      | 1925             | Pierre Alphonse Senance  | …         | … |
| 1925      | 1929             | Charles Henri Carnault   | …         | … |
| 1929      | 1942             | Jean Alexandre Chevrier  | SFIO      | Propriétaire Conseiller général de Moret-sur-Loing (1937 → 1940)                                                       |
| 1942      | 1944             | André Mouchard           |           | |
| 1944      | 1945             | Maurice Leblanc          |           | |
| 1945      | 1958             | Pierre Albert Lasnier    |           | |
| 1958      | mars 1959        | Marceau Leclaire         |           | |
| mars 1959 | mars 1977        | René Gresser             | CNIP      | Avocat à la Cour d'appel                                                                                               |
| mars 1977 | mars 1983        | Bernard Ridoux           | PCF       | Docteur en médecine |
| mars 1983 | mars 1989        | Jean-Michel Regnault     | RPR       | Retraité |
| mars 1989 | 31 décembre 2016 | Michel Bénard            | PS        | Ingénieur retraité Conseiller général de Moret-sur-Loing (2004 → 2015) Vice-président du conseil général (2004 → 2015) |

| Période          | Période                      | Identité       | Étiquette | Qualité   |
| ---------------- | ---------------------------- | -------------- | --------- | --------- |
| 1er janvier 2017 | 3 juillet 2020               | Michel Bénard  | PS        | Ingénieur |
| 3 juillet 2020   | En cours (au 5 juillet 2020) | Hervé Jochmans | PS        | Retraité  |

### Instances judiciaires et administratives
Veneux-les-Sablons relève du tribunal d'instance de Fontainebleau, du tribunal de grande instance de Fontainebleau, de la cour d'appel de Paris, du tribunal pour enfants de Melun, du conseil de prud'hommes de Fontainebleau, du tribunal de commerce de Melun, du tribunal administratif de Melun et de la cour administrative d'appel de Paris.

### Politique environnementale
En novembre 2009, la commune a lancé son Agenda 21, programme d’actions s’inscrivant dans le développement durable. Le syndicat de collecte des déchets du territoire (SMICTOM) de la région de Fontainebleau a lancé un programme local de prévention des déchets et assure la promotion du compostage. L'objectif est de réduire la production de déchets de  5 kg par habitant et par an.

### Jumelages
| Ville | Ville    | Pays | Pays      | Période                   |
| ----- | -------- | ---- | --------- | ------------------------- |
|       | Louny    |      | Tchéquie  | depuis le 14 juillet 2004 |
|       | Zschopau |      | Allemagne | depuis 2010               |

Un « rond-point de Louny » a été inauguré près de la gare, le 31 août 2013, en même temps qu'un « carrefour de Zschopau » au croisement entre l'avenue de Fontainebleau et la rue Pasteur.

## Population et société

### Démographie
L'évolution du nombre d'habitants est connue à travers les recensements de la population effectués dans la commune depuis 1793. À partir du 1er janvier 2009, les populations légales des communes sont publiées annuellement dans le cadre d'un recensement qui repose désormais sur une collecte d'information annuelle, concernant successivement tous les territoires communaux au cours d'une période de cinq ans. 
Pour les communes de moins de 10 000 habitants, une enquête de recensement portant sur toute la population est réalisée tous les cinq ans, les populations légales des années intermédiaires étant quant à elles estimées par interpolation ou extrapolation. Pour la commune, le premier recensement exhaustif entrant dans le cadre du nouveau dispositif a été réalisé en 2005,.
En 2014, la commune comptait 4 817 habitants, en évolution de +0,61 % par rapport à 2009 (Seine-et-Marne : +4,91 %, France hors Mayotte : +2,49 %).
| 1793 | 1800 | 1806 | 1821 | 1831 | 1836 | 1841 | 1846 | 1851 |
| ---- | ---- | ---- | ---- | ---- | ---- | ---- | ---- | ---- |
| 770  | 781  | 778  | 821  | 960  | 937  | 948  | 945  | 977  |

| 1856 | 1861 | 1866 | 1872 | 1876 | 1881  | 1886 | 1891  | 1896  |
| ---- | ---- | ---- | ---- | ---- | ----- | ---- | ----- | ----- |
| 986  | 970  | 911  | 903  | 980  | 1 031 | 953  | 1 006 | 1 122 |

| 1901  | 1906  | 1911  | 1921  | 1926  | 1931  | 1936  | 1946  | 1954  |
| ----- | ----- | ----- | ----- | ----- | ----- | ----- | ----- | ----- |
| 1 219 | 1 371 | 1 451 | 1 506 | 1 602 | 1 666 | 1 872 | 2 055 | 2 297 |

| 1962  | 1968  | 1975  | 1982  | 1990  | 1999  | 2005  | 2010  | 2014  |
| ----- | ----- | ----- | ----- | ----- | ----- | ----- | ----- | ----- |
| 2 725 | 3 158 | 3 797 | 4 051 | 4 298 | 4 617 | 4 713 | 4 799 | 4 817 |

Pyramide des âges
La population de la commune est relativement âgée. Le taux de personnes d'un âge supérieur à 60 ans (24,2 %) est en effet supérieur au taux national (21,6 %) et au taux départemental (15,4 %).
À l'instar des répartitions nationale et départementale, la population féminine de la commune est supérieure à la population masculine. Le taux (52,9 %) est supérieur au taux national (51,6 %).
La répartition de la population de la commune par tranches d'âge est, en 2007, la suivante :
- 47,1 % d’hommes (0 à 14 ans = 18,8 %, 15 à 29 ans = 15,4 %, 30 à 44 ans = 22,3 %, 45 à 59 ans = 22,2 %, plus de 60 ans = 21,3 %) ;
- 52,9 % de femmes (0 à 14 ans = 15,5 %, 15 à 29 ans = 15,5 %, 30 à 44 ans = 20,1 %, 45 à 59 ans = 22 %, plus de 60 ans = 26,9 %).

| Hommes | Classe d’âge | Femmes |
| ------ | ------------ | ------ |
| 0,6    | 90 ans ou +  | 1,9    |
| 6,1    | 75 à 89 ans  | 9,5    |
| 14,6   | 60 à 74 ans  | 15,5   |
| 22,2   | 45 à 59 ans  | 22,0   |
| 22,3   | 30 à 44 ans  | 20,1   |
| 15,4   | 15 à 29 ans  | 15,5   |
| 18,8   | 0 à 14 ans   | 15,5   |

| Hommes | Classe d’âge | Femmes |
| ------ | ------------ | ------ |
| 0,2    | 90 ans ou +  | 0,8    |
| 3,7    | 75 à 89 ans  | 6,0    |
| 9,9    | 60 à 74 ans  | 10,2   |
| 20,7   | 45 à 59 ans  | 20,3   |
| 22,4   | 30 à 44 ans  | 22,4   |
| 20,8   | 15 à 29 ans  | 19,8   |
| 22,2   | 0 à 14 ans   | 20,5   |

### Enseignement
Veneux-les-Sablons est située dans l'académie de Créteil.
Établissements scolaires
La ville administre une école maternelle et une école élémentaire communales. L'école élémentaire Alexandre-Chevrier a été inaugurée en 1934 et l'école maternelle en 2000.
Les collèges et lycées les plus proches sont à Moret-sur-Loing (collège Alfred-Sisley) Fontainebleau (lycée International François-Ier et lycée François-Couperin) et à Avon (lycée Uruguay-France).

### Manifestations culturelles et festivités
La Foire aux fromages et aux vins a lieu le premier week-end de septembre.
Le Salon des peintres de Veneux se déroule chaque année en mai depuis 1985 (salle Jean-Michel-Regnault). Il est réservé aux peintres résidant à Veneux-les-Sablons.
Les deux Trocs aux Plantes annuels qui se déroulent au printemps pour le premier et un samedi proche de la Sainte Catherine (25 novembre) pour le second.

### Santé
Aucun centre hospitalier n'est installé sur le territoire, les plus proches étant situés sur les communes de Fontainebleau et de Montereau-Fault-Yonne.

### Sports
La commune possède une équipe de football partagée avec la commune de Moret-sur-Loing.

### Cultes
Les Veneusiens disposent de lieux de culte bouddhique, catholique et protestant.
Culte bouddhique
C'est à Veneux-les-Sablons où s'est installée la première congrégation bouddhiste d’obédience Gelugpa en France : l’Institut Ganden Ling poursuit l’œuvre entreprise en 1978 par son fondateur Dagpo Rinpotché.
Culte catholique
La commune de Veneux-les-Sablons dépend de la paroisse « Pôle missionnaire de Montereau », au sein du diocèse de Meaux et dispose d'un lieu de culte : l'église Saints-Philippe-et-Jacques.
Culte protestant
Une église évangélique baptiste regroupant la communauté baptiste est présente à Veneux-les-Sablons.

## Économie
Depuis le 1er janvier 2017, Veneux-les-Sablons devient commune déléguée au sein de la commune nouvelle Moret Loing et Orvanne (77316).

## Culture locale et patrimoine

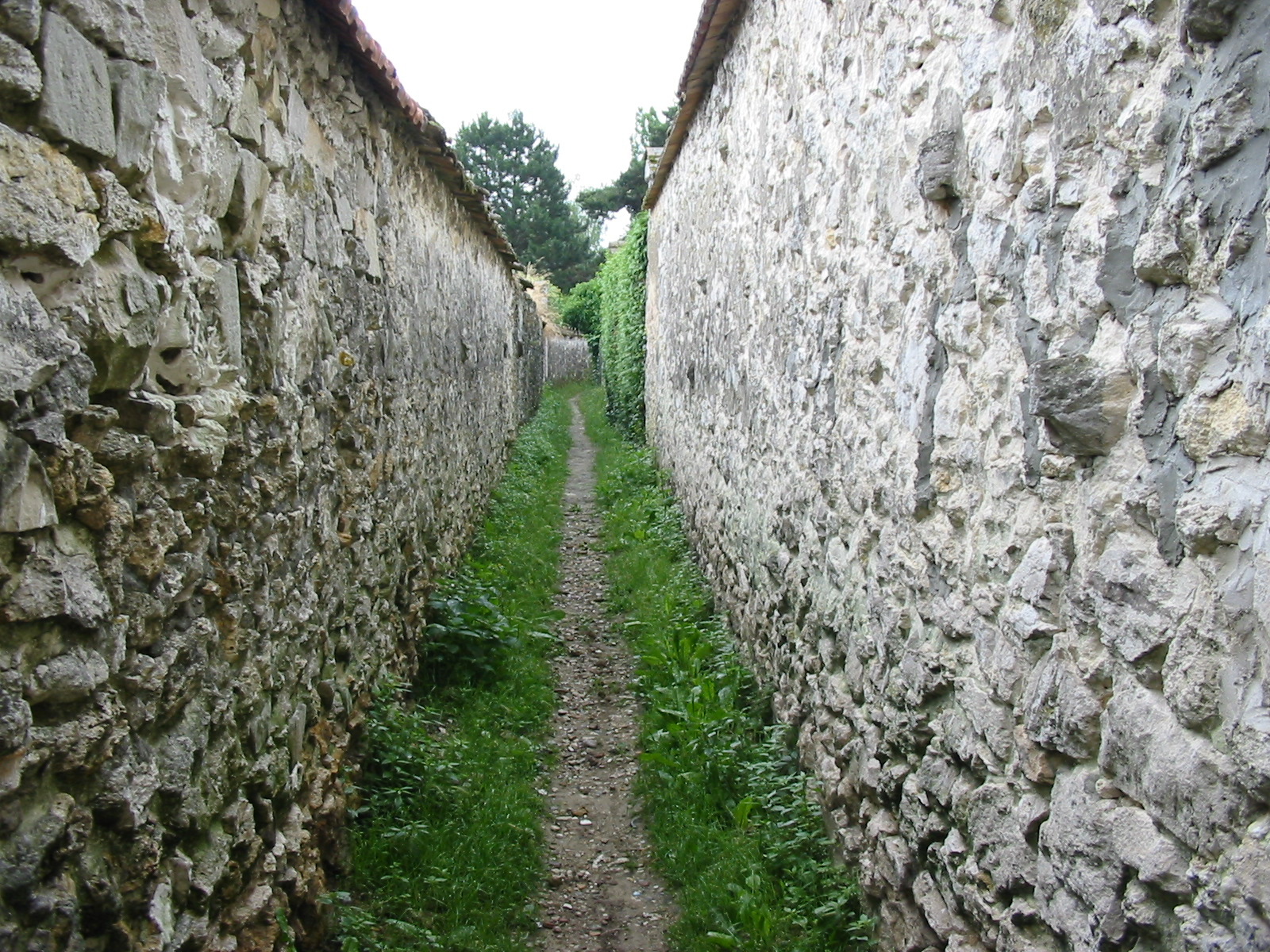
Une venelle.

### Lieux et monuments
- Église Saints-Philippe-et-Jacques (1828, agrandie en 1959). Le 10 janvier 2016, elle est ravagée par un incendie accidentel, détruisant une grande partie de la charpente et a priori — selon le préfet de Seine-et-Marne —, en raison d'un système de chauffage défectueux[34].
- Mur de pommiers (XVIIIe siècle) - 134 bis, avenue de Fontainebleau.
- Villa les Greffières (fin XVIIe siècle) - 35, rue Victor-Hugo.
- Villa l'Aiglon (XIXe siècle) - 35, avenue de Fontainebleau.
- Lavoir (XIXe siècle, restauré en 1985 par le maire Jean Michel Regnault), alimenté par la source Nadon - chemin du Lavoir.
- Viaduc du chemin de fer au-dessus du Loing (1849).
- Passerelle de l'aqueduc de la Voulzie (1926) reliant la ville à Champagne-sur-Seine en traversant la Seine.
- Dans la salle d'honneur de la mairie, on peut admirer des œuvres de Dropsy, Montezin et Varlet.
- La forêt de Fontainebleau limitrophe est le principal attrait de la ville.
- On trouve aussi de pittoresques venelles serpentant entre les anciens murs à vigne (chasselas de Thomery).

### Personnalités liées à la commune

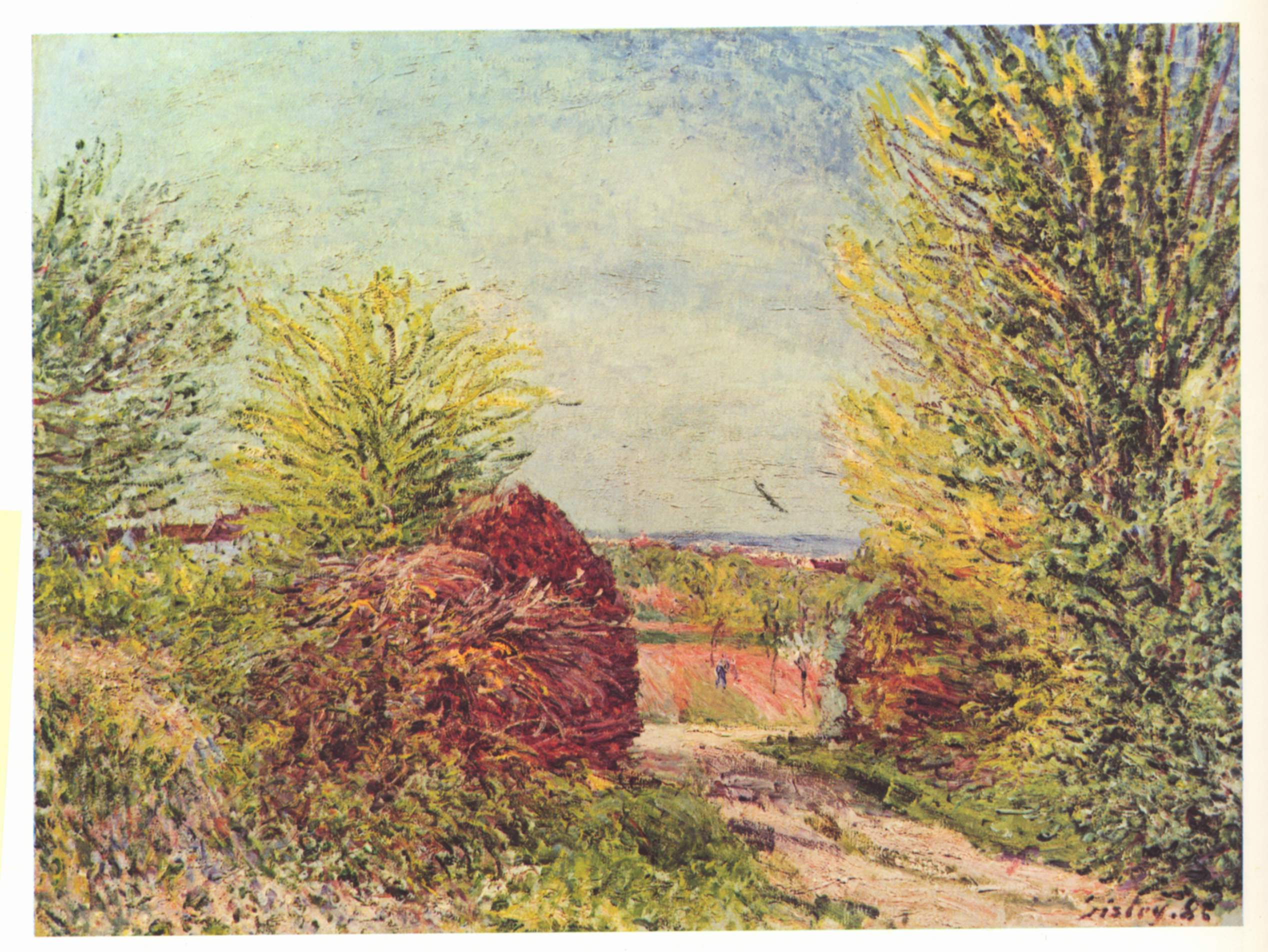
Chemin dans Veneux-Nadon au printemps par Alfred Sisley.

Beaucoup de peintres sont passés par Veneux-les-Sablonsau XIXe siècle et au début du XXe siècle (les six premiers ont leur rue dans la commune) :
- Rosa Bonheur (1822-1899), artiste peintre et sculptrice française qui a vécu à By sur l'actuelle commune de Thomery.
- Alfred Sisley (1839-1899), peintre anglais a résidé à la villa l'Aiglon et a peint au moins 67 toiles représentant Veneux-les-Sablons.
- Camille Varlet (1872-1942), peintre français né et décédé à Veneux.
- Maurice Martin (1894-1978), peintre paysagiste français.
- Léon Richet (1838-1907), peintre de l'école de Barbizon.
- Pierre Eugène Montézin (1874-1946), peintre post-impressionniste français amoureux de l'Île-de-France, résida 18 ans à Veneux. La maison qu'il habitait conserve des fresques de sa main.
- Eugène Lavieille (1820-1889), peintre français de l’École de Barbizon, a habité aux Sablons dans les années 1870-1880. Il y a peint, ainsi qu’à Moret-sur-Loing et dans les environs.
- Camille Pissarro (1830-1903), peintre impressionniste puis néo-impressionniste français d'origine danoise.

Mais aussi d'autres artistes :
- Ambroise Thomas (1811-1896), compositeur français.
- Henri Dropsy (1885-1969), sculpteur et graveur médailleur français, décédé à Veneux.
- Sarah Bernhardt (1844-1923), actrice française qui a séjourné à la villa l'Aiglon (laquelle serait nommée en son honneur, par référence à la pièce d'Edmond Rostand).
- Octave Mirbeau (1848-1917), écrivain, critique d'art et journaliste français y a séjourné en 1901 et y a perdu son chien Dingo, qui lui inspirera son roman Dingo.
- Jacques Madeleine (1859-1941) écrivain et poète qui a habité Les Sablons dans la rue qui porte maintenant son nom : Allée du poète Jacques Madeleine.

Personnalités locales
- Claude Bernard, député de Seine-et-Marne en 1792, a voté la mort avec sursis de Louis XVI (la rue qui porte son nom ne fait pas référence au célèbre physiologiste).
- Paul Guignebault (1871-1931), peintre-graveur et illustrateur né dans cette ville.
- Jean Alexandre Chevrier, maire (1929-1942) qui a particulièrement marqué la commune. Homme d'affaires (il fut propriétaire du buffet de la gare de Paris-Est), il fit construire le groupe scolaire qui porte son nom.

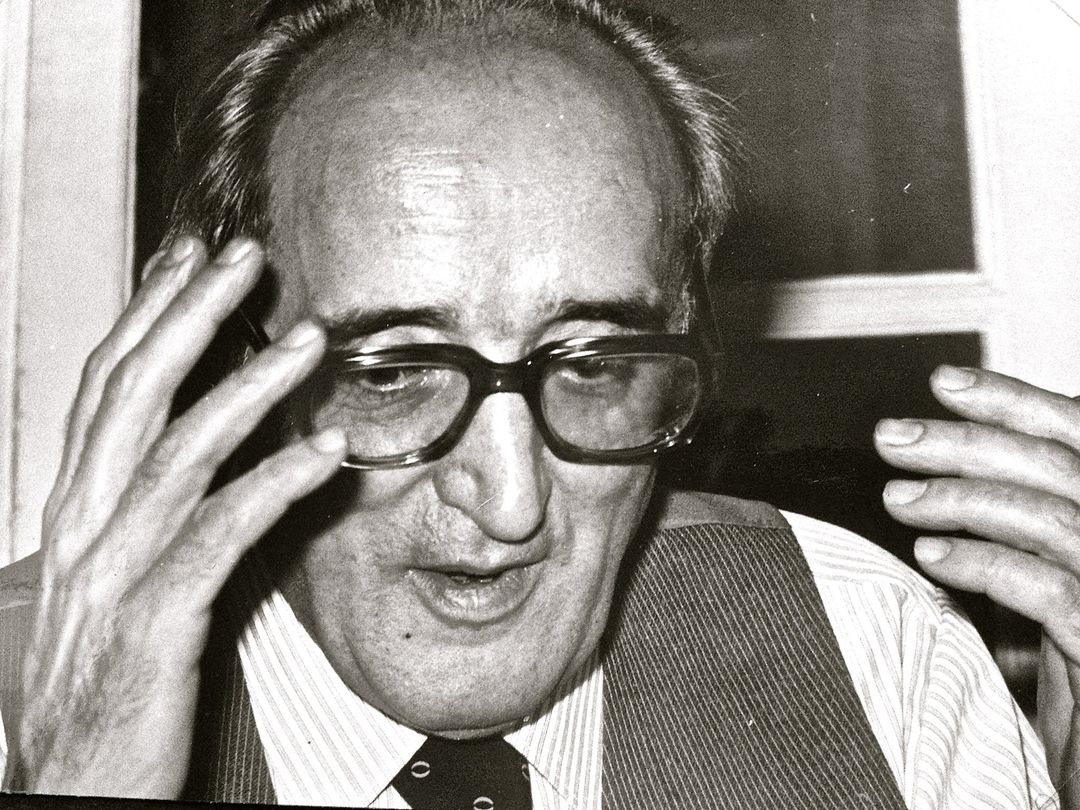

- Jean Michel Regnault, maire de 1983 à 1989, conseiller municipal de 1965 à 1994 et député suppléant de Seine-et-Marne (député Didier Julia) de 1967 à 1986. Secrétaire général des conseils des prud'hommes et chevalier de l'Ordre national du Mérite. Homme de culture et historien il fit agrandir la mairie de Veneux-les-Sablons, fit construire une salle de spectacles et d'expositions qui porte son nom et restaura le lavoir du XIXe siècle. Auteur du livre de référence de la commune et un autre sur sa commune de naissance Champagne-sur-Seine, il termina  son troisième livre avant sa mort. Il fut aussi le directeur de la Revue culturelle des amis de Moret. Né à Champagne-sur-Seine en 1924, il est mort à Fontainebleau en mai 1994. En 2011 six générations de Regnault ont vécu ou vivent à Veneux-les-Sablons.
- Erik Rothman (1863-1893), sculpteur d'origine suédoise, a vécu et est décédé à Veneux.

Personnalités liées à une tradition spirituelle
- Dagpo Rimpotché, un grand lama tibétain gelugpa, il a fondé en 1978 la congrégation Ganden Ling de l'école du bouddhisme tibétain, située à Veneux-les-Sablons.
- Thoupten Phuntshog (1923-2014), un moine bouddhiste tibétain gelugpa et un geshé, proche de Dagpo Rimpotché.

### Héraldique
| Blason de Veneux-les-Sablons | Blason  | D'azur au chêne au naturel, englanté d'or, enlacé d'un grêlier d'or, brochant sur des dunes du même; à la champagne fascée ondée d'azur et d'argent de quatre pièces et sur laquelle brochent les racines dudit chêne. |
| Blason de Veneux-les-Sablons | Détails | Le statut officiel du blason reste à déterminer. |